# クランブル
クランブル (英語: crumble) はイギリスを起源とする料理で、果物などにポロポロと崩れる細かい生地をトッピングとしてのせて焼いた料理である。甘いデザートにするのが普通であるが、塩味の食事用クランブルも存在する。

## 名称
クランブル ("crumble") とは英語で「ぽろぽろと崩れる」ことを指す動詞、あるいは小さなゴミなど細かく砕けたものを指す名詞である。オックスフォード英語辞典によると、菓子の名称として年代がはっきりわかっている例は1947年が初出である。
アメリカ英語ではクランブルをクリスプ ("crisp") と称することがある。ただし、クリスプは生地にオーツを使用したもの、クランブルは使用しないものを指す場合もある。イギリス英語では通常、クリスプはポテトチップスを指す。
しばしばコブラーと混同されるが、コブラーはよりビスケットに近い生地である。

## 作り方

### デザート

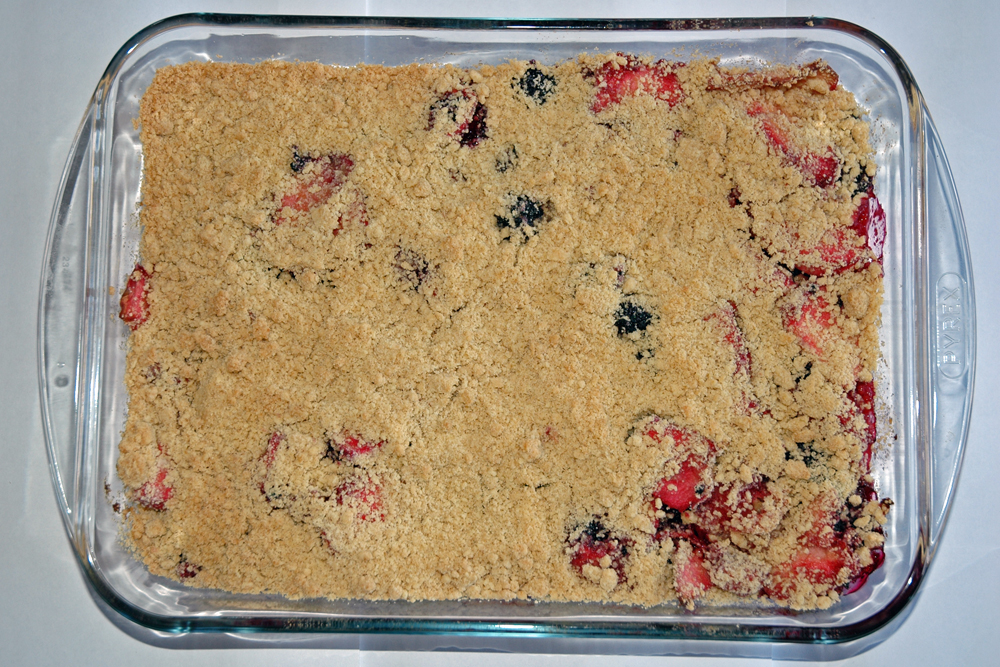
リンゴとブラックベリーのクランブル

通常、クランブルは甘いデザートとして作られることが多い。基本的には煮込んだ果物にバターなどの脂、小麦粉、砂糖をまぜた砕けやすい細かい生地をのせたものであるが、煮込んでいない果物を使うレシピもある。生地には水は通常、使用せず、シナモンなどのスパイスを加えることもある。果物に生地をのせた後、上にのせた生地がぱりぱりになるまでオーヴンで焼く。デザートとして食す場合、しばしばアイスクリーム、クリーム、カスタードなどを添える。焼きたての熱いクランブルにバニラアイスクリームなどを添えて温度差を楽しむ食べ方もある。
クランブルに使う果物としては、リンゴが最も一般的である。この他、ブラックベリー、モモ、ルバーブ、セイヨウスグリ、スモモなどが人気がある。二種類以上の果物を組み合わせて使うこともできる。

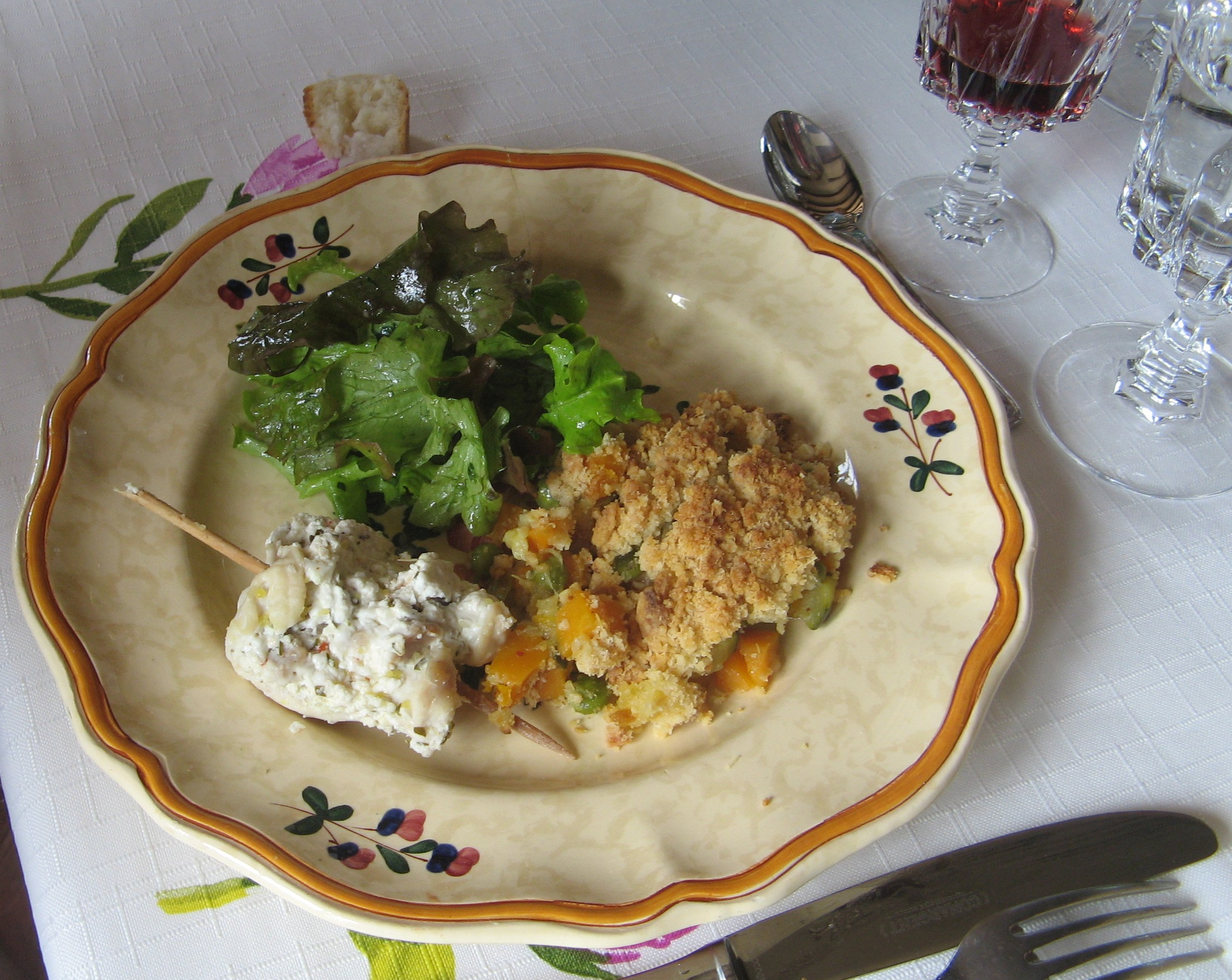
野菜のクランブルにチーズと生野菜を添えた、食事向けクランブル

生地にはロールドオーツやアーモンドの粉末などのナッツを加えることもある。時には風味をつけるためクランブルにサワーミルク（酢と牛乳）を加えることもある。焼いた時に多少キャラメル化が起こるよう、ブラウンシュガーをクランブルの上に振りかけておくこともある。伝統的なレシピではないが、砕いたビスケットや朝食用シリアル類を生地に使う場合もある。オーストラリアなどでは生地にココナッツを加える。トライフルなどと組み合わせて食すこともある。

### 食事
食事向けの塩味クランブルは肉や野菜、詰め物のソースなどに、砂糖のかわりにチーズをまぜた生地をのせる。野菜などを添えて食すこともある。

## 来歴
クランブルは古くからあるイギリス料理のレシピではなく、食料が配給制になった結果生地の材料が不足し、パイの材料を節約する必要が生じた第二次世界大戦の時期にありあわせのものを使って作れる簡単な料理として広まった。
オーストリアや中央ヨーロッパで食されているトッピングの一種であるシュトロイゼルから影響を受けて成立した可能性がある。シュトロイゼルはケーキの上などにのせて食べるが、クランブルに比べると小麦粉に対する砂糖の量が多く、ざらざらとした食感である。